# Пенобскот (залив)
Пенобскот (англ. Penobscot Bay) — залив, относящийся к акватории залива Мэн Атлантического океана, Северная Америка.
Является устьем реки Пенобскот. В акватории залива много островов, многие из которых, равно как и города побережья, известны по всем США как места летнего отдыха.
Залив и его главный приток — река Пенобскот — получили название по названию индейского народа пенобскот, который жил в районе залива более десяти тысяч лет занимаясь рыболовством и сбором моллюсков в реке и заливе.
В 1840—1870 годах залив был одним из первых мест добычи лобстеров в промышленных масштабах.
Начиная с XIX века залив был водостоком для промышленных отходов и сбросов сточных вод. С 1948 года водосток в залив регулируется Федеральным законом о контроле над загрязнением воды, дополненном в 1972 году и известным как «Закон о чистой воде» 1972 года.
В 1966 году комиссар морского и берегового промысла в штате Мэн запретил добычу моллюсков в заливе Пенобскот из-за загрязнённой воды. Через год в результате проведённого расследования было установлено, что главными источниками загрязнения являются сточные воды одиннадцати городов и сброс воды с тринадцати предприятий и одного университета. Согласно докладу о расследовании, загрязнение причинило существенный экономический ущерб из-за прекращения добычи ракообразных и моллюсков, в том числе в целях в межгосударственной торговли.

## Острова бухты
- Хо[англ.]
- Айлсборо
- Норт-Хейвен[англ.]
- Вайналхейвен[англ.]
- Матиникус-Айл[англ.]
- Крихейвен[англ.]
- Сирс-Айленд[англ.]
- Грейт-Спрус-Хед[англ.]
- Нотилус-Айленд[англ.]
- Литл-Дир-Айл[англ.]
- Дир-Айл[англ.]

## Поселения на западной стороне бухты
- Сент-Джордж[англ.]
- Саут-Томастон[англ.]
- Оулс-Хед[англ.]
- Рокленд
- Рокпорт
- Кэмден
- Линкольнвилл[англ.]
- Нортпорт
- Белфаст
- Сирспорт[англ.]
- Стоктон-Спрингс[англ.]
- Проспект[англ.]
- Верона-Айленд[англ.]

## Поселения на восточной стороне бухты

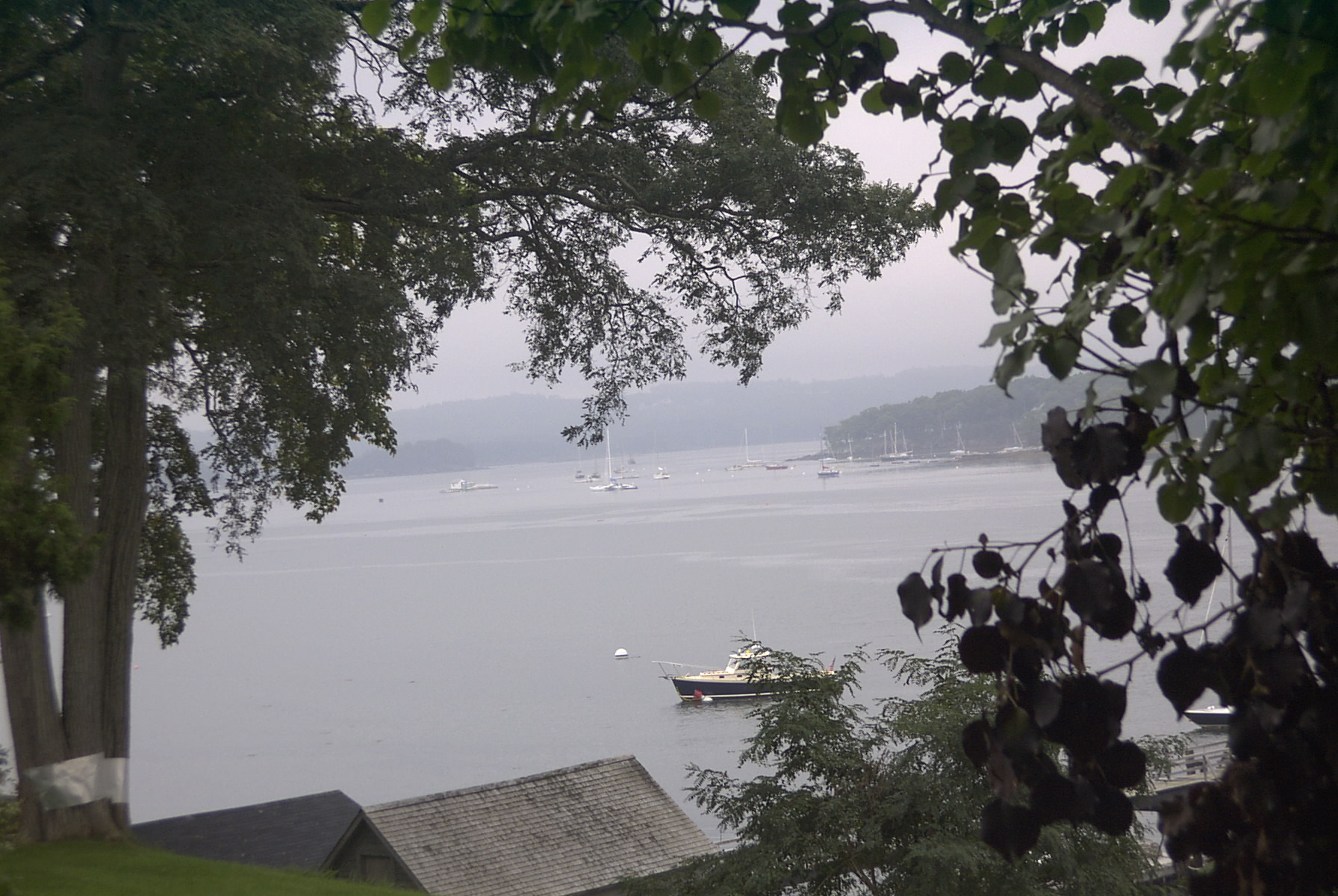
Вид на бухту из города Кэстайн в 2006 году

- Бакспорт[англ.]
- Орланд[англ.]
- Пенобскот[англ.]
- Кастин[англ.]
- Бруксвилл[англ.]
- Дир-Айл[англ.]
- Стонингтон[англ.]